# Einar Benediktsson
Einar Benediktsson (31. října 1864 Elliðavatn – 12. ledna 1940 Herdísarvík) byl islandský básník.
Byl prvním velkým islandským měšťanským básníkem se sklony k nacionalismu. Jeho tvorba byla ovlivněna symbolismem, na konci života mysticismem. Jeho dílo zahrnuje poezii z vlasteneckého prostředí, vlasteneckou, přírodní i básně filozofické.
V březnu roku 1897 navrhl tento básník v novinovém článku národní vlajku Islandu, která byla (dle něho, na rozdíl od předchozího návrhu) slučitelná s tradicemi a vlajkami ostatních severských národů. Návrh tvořil modrý list s bílým skandinávským křížem. V létě téhož roku byla neoficiální, ale populární vlajka poprvé vztyčena v Reykjavíku, oficiálnímu přijetí však zabránily dánské úřady.

## Vyznamenání
- velkokříž Řádu prince Jindřicha – Portugalsko, 17. ledna 1984[2]